# Kionotrochus
Genre
Kionotrochus est un genre de coraux durs de la famille des Turbinoliidae.

## Liste d'espèces
Le genre Kionotrochus comprend, selon World Register of Marine Species (16 juillet 2015) et ITIS (16 juillet 2015), l'espèce suivante :
- Kionotrochus suteri Dennant, 1906